# Гуцульська Республіка
Гуцу́льська Респу́бліка — назва українського державного утворення, що існувало з 8 листопада 1918 по 11 червня 1919 року на сході Закарпаття (північній Мармарощині).

## Загальний опис
Після перемоги 1 листопада 1918 року національного повстання у Львові населення Буковини і Закарпаття на багатолюдних народних вічах у Чернівцях і Хусті висловилося за входження цих віковічних українських земель до складу ЗУНР. 21 січня 1919 року в Хусті відбувся Всекарпатський Конгрес, делегати якого вирішили возз'єднати закарпатські землі у складі єдиної Української держави. В цей же час на Рахівщині утворилась Гуцульська республіка з центром у селі Ясіня.
На початку листопада 1918 року в Ясіні було створено загін місцевої міліції («Народної оборони»), щоб не допустити грабежів з боку австро-угорських солдатів, котрі поверталися додому через село після закінчення війни зі Сходу. Її (близько 250 вояків) очолив демобілізований офіцер австро-угорської армії Степан Клочурак, один із небагатьох ясінських українців, що мав вищу освіту.
8 листопада 1918 року народні збори мешканців Ясіня та навколишніх сіл проголосували за возз'єднання закарпатської Гуцульщини з Україною та обрали Гуцульську Народну Раду (ГНР). До неї ввійшли 42 депутати, яку очолив Степан Клочурак. До складу Ради входили 42 члени — 38 українців, 2 німці і 2 євреї. Виконавча влада належала до секцій (міністерства) і підсекцій — дипломатичної, військової, внутрішньої, господарської та інші. Сучасники зазначають, що в маленькій державі був дивовижний, мало не ідилічний, лад. Громадський суд вів староста містечка. Винним присуджував упродовж кількох днів допомагати нужденним — рубати дрова вдовам, немічним і сиротам. Школи в республіці були українські, діяв народний хор, а в Народному домі громадянам читали лекції на різні цікаві теми. Дипломатичні зв'язки міні-держава підтримувала лише із Західно-Українською Народною Республікою. Із закордоном — тобто Галичиною — торгували лісом. До Коломиї відправляли деревину, привозили хліб. Розплачувалися мадярськими кронами й українськими гривнями. Стежили, щоб убогі громадяни не були обділені харчами. За вирубкою лісу теж пильнували, аби не знищувати даремно дерев.
Представники Гуцульської Народної Ради взяли участь у роботі Будапештського (10 грудня) та Сигітського (18 грудня) конгресів, які були скликані урядом Угорщини з метою визначення майбутнього Закарпаття. Гуцули найбільш різко виступили проти намагання залишити край у складі Угорщини.
Така позиція роздратувала угорський уряд К. Карої. 22 грудня в Ясіню прибув угорський жандармський батальйон. У селі було встановлено окупаційний режим. Гуцульська Народна Рада пішла в підпілля й на Різдво підняла повстання. У ніч проти 8 січня 1919 року угорців — близько 500 військовиків — майже без бою захопили в полон. 10 січня багатотисячне віче підтвердило прагнення закарпатської Гуцульщини до возз'єднання із ЗУНР.

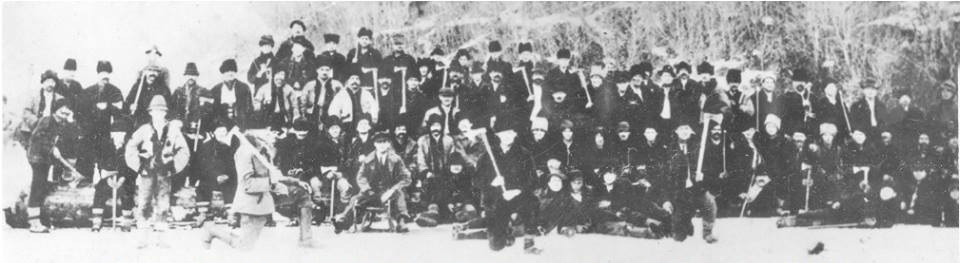
Учасники гуцульського повстання та визвольного походу на Сигіт у січні 1918 року.

13 січня 1919 року Гуцульське військо, підсилене загоном УГА, розпочало наступ з метою визволення Мараморощини від угорської адміністрації та військ. Він проходив уздовж залізниці Ясіня — Сигіт. Піхоту прикривали два потяги, озброєні гарматами та кулеметами. За декілька днів, у боях за Білин, Рахів, Великий Бичків, угорські війська були розбиті. Були визволені всі українські населені пункти сучасної Рахівщини та лівобережжя Тиси (нині — на території Румунії). У Вишові (нинішня Румунія) визволителів зустріли урочистою процесією на чолі зі священиком, під синьо-жовтими прапорами. У визволених населених пунктах обирали старост, призначали військових комендантів. В установах запроваджували українську мову. Почали відбудову мостів, доріг, лісових промислів. Соціальну політику спрямували на підтримання малозабезпечених верств. Зокрема, худоба, продукти з військових складів передавались солдатським удовам і багатодітним сім'ям.
Увечері 16 січня, після бою у передмісті — на залізничній станції Комора, взято місто Сигіт. Україно-угорсько-єврейське населення міста вивісило у вікнах білі та синьо-жовті прапори. Військо рухалося далі, щоб перешкодити намірам мадярів розігнати всезакарпатські збори, які планувалось скликати у Хусті 21 січня (збори таки відбулися: 420 делегатів голосували за возз'єднання Підкарпаття з Україною). Однак на передові пости «Народної оборони» за 10—12 кілометрів від Сигота 17 січня напала румунська дивізія, яка базувалася в Бая-Маре. Почалися бої. Сили були нерівні. Вранці 18 січня із Сигота вдалося евакуювати один ешелон із гуцульським військом, а другий зупинився у Коморі, бо румуни розібрали колію. Під час бою загинули 18, поранено 39 українців, чимало потрапили у полон.
Підбадьорені подіями у Сиготі, угорці підняли заколот. 19 січня у Рахові вбито старосту П. Попенка і захоплено центр міста. Та на станцію прибув потяг з гуцульським військом з-під Сигота. Заколотників розігнали. Невдовзі Рахів довелося залишити, він став буферною зоною між територією, окупованою румунами, та Гуцульською Республікою. Її передові пости стояли у передмісті Рахова — Устєріках.
Гуцульська республіка почала мирне життя. Велися лісове господарство, торгівля із ЗУНР. Звідти та з УНР, в обмін на ліс, а також у кредит, надходили продукти, гас, сірники, книжки тощо. Найбіднішим мешканцям їх виділяли задарма. До Станіслава та Коломиї щодня ходили поїзди. У школах навчання велося рідною мовою, пенсіонери отримували пенсію.
У травні 1919 року поляки витіснили УГА з Прикарпаття, і Гуцульська Республіка втратила прикриття зі сходу. Тоді ж румунські війська рушили на її територію, яку, за рішенням ГНР, здали без бою. Це себе виправдало, бо спершу румуни не застосовували репресій. Вони почалися 11 червня 1919 року, коли румуни довідалися, що Головна управа прийняла меморандум до Руської (Української) Ради в Ужгороді з проханням, щоби Гуцульщина й Підкарпаття приєднались до Чехословаччини (возз'єднання з Україною було неможливе).
Більшість керівників ГР та Головної управи заарештували. Однак авторитет цих людей був такий високий, що румуни були змушені їх звільнити (окрім Степана Клочурака), і вони працювали в місцевій адміністрації.
10 вересня 1919 року за Сен-Жерменським договором територія Гуцульської Республіки увійшла до складу Чехословаччини.

## Значення
Гуцульська Республіка виникла з народної ініціативи. І хоча поставлена тоді мета не була досягнута, існування республіки мало вирішальне історичне значення для збагачення досвіду державотворчої боротьби та закладання міцних основ української національної свідомості гуцулів.

## Гуцульська республіка в літературі
Ще в 1920—1930-х роках Гуцульською Республікою цікавилися видатні діячі, в тому числі президент Чехословаччини Томаш Масарик. Про неї, окрім мемуарів, були романи Уласа Самчука, Зіновія Кудея, Івана Долгоша, оповідання Василя Ґренджі-Донського, поема Володимира Тимчука.

### «Лицар волі»
«Лицар волі» — книга Миколи Мушинки з описом життя і діяльності громадського і політичного діяча Закарпатської України Степана Клочурака (1895–1980). Перше видання вийшло під редакцією Івана Кухти в Ужгороді 1995 року.
Крім спогадів Клочурака та періодичних видань з бібліотек Чехії та Словаччини, в книзі використані матеріали його доньки Ольги Урбанець, братів Василя, Федора з Чехії, брата Михайла та сестри Анни з Ясіні, онуки Люби Свободової з Парижа. Також використанні історичні розвідки Івана Ваната та Дмитра Злепка — доцента Українського вільного університету з Мюнхена.
Друге видання (2010) поповнене новими архівними матеріалами з московської судової справи над Клочураком та його спільниками (1945). Книга видана ужгородським видавництвом «Ґражда» на кошти Рахівської районної Ради народних депутатів.
Мушинка познайомився із Клочураком 1967 року і був причетний до видання його спогадів «До волі».
Видання, на жаль, містить неприємний огріх: повсюди згадується як «Вітковський».

### «Гуцульська Республіка»
«Гуцульська республіка», публіцистична розвідка чеського журналіста Вацлава Малого, опублікована у декількох продовженнях на сторінках центрального органу соціал-демократичної партії Чехо-Словаччини — щоденника «Pravo lidu» у січні та лютому 1937. Пізніше вийшла теж окремою книжкою.
Малий збирав матеріали від населення, правда, з двадцятирічним відступом від описуваних подій.
Автор наводить деякі деталі, яких у інших авторів немає. Колоритно викреслено постать батька Степана Клочурака «старого боярина Степана Клочурака», який, незважаючи на неписемність в уряді Гуцульської Республіки відповідав за постачання односельців хлібом, одягом, худобою.
Передісторію Гуцульської республіки детально описав В. Малий. Описуючи побут населення Ясіні, він наголосив, що в цьому «серці Гуцульщини під час Австро-Угорщини виходив угорський часопис «Тішовольґі», незважаючи на нечисельність їх громади». За ініціаторів повстання і створення Гуцульської республіки вважав лісоруба Дмитра Німчука, селянина Івана Климпуша і студента Степана Клочурака.
Чимало уваги В.Малий присвятив невдалому походу на Сиґіт, переговорам з тамтешньою місцевою владою, зв'язкам гуцулів з урядом УНР, діяльності Гуцульської республіки та масовим арештам гуцулів.
Безпосереднє звільнення арештованих В.Малий приписує ініціативі керівника Української військової місії в Бухаресті Підгорного, якому вдалося переконати уряд Румунії, що полонені гуцули були регулярною армією, яка боролася проти спільного ворога — Угорщини. Із звільнених гуцулів було зорганізовано «Гуцульський курінь», командиром якого було призначено надпоручника Степана Клочурака.

### «Назустріч волі»
«Назустріч волі» — збірка оповідань Василя Ґренджі-Донського про гуцульське повстання 1919 року.
Письменник писав: «Улюбленою моєю темою є героїчна доба 1918/19 років і я завжди туди повертаюся, щоб на моїй скромній бандурі оспівати Святий Бунт і черпати сили на дальше» і через це творив вірші, поеми і оповідання.
У збірці «Назустріч волі» є 8 оповідань, об'єднаних темою боротьби гуцулів за свободу і національне самовизначення. Кожне оповідання побудоване на конкретних фактах, хоча учасники подій названі не справжніми іменами, а вигаданими. Головний герой — Степан Шовковий.
В оповіданні «Від Ясіня до Сиґоту» з документальною точністю подано опис внутрішнього ладу Гуцульської республіки: представницьку раду, військо, суд, закордонні зв'язки, промисли, культурні установи тощо.
Збірка вийшла друком в Ужгороді 1930 року. Передруковано в т. VII творів Василя Ґренджі-Донського, що побачив світ 1986 року в Нью-Йорку.